# Cardston
Cardston est une ville (town) du Sud-Ouest de l'Alberta, au Canada. Elle a été fondée et colonisée en 1887 par des Mormons provenant du Territoire de l'Utah, aux États-Unis. La ville comprend le temple Cardston Alberta, le plus ancien temple de l'Église de Jésus-Christ des saints des derniers jours situés en dehors des États-Unis, qui est reconnu comme lieu historique national du Canada depuis 1995.
Contrairement au reste du Canada, la vente d'alcool est strictement interdite à Cardston. À l'issue d'un vote le 07 octobre 2014, l'interdiction est toujours de mise malgré la volonté de certains établissements de pouvoir proposer des boissons alcoolisées aux touristes ,. La proposition a été rejetée à 76%.

## Démographie
| 2001  | 2006  | 2011  | 2016  |
| ----- | ----- | ----- | ----- |
| 3 475 | 3 452 | 3 580 | 3 585 |

## Toponymie
La ville a été nommée en l'honneur de Charles Ora Card (1839-1906), le gendre de Brigham Young, qui est venu y établir une nouvelle demeure pour l'Église de Jésus-Christ des saints des derniers jours et pour fuir la justice américaine ; il était accusé de polygamie. Le suffixe « ton » provient de l'anglo-saxon et signifie « town ».